# Спиридон (Самохвалов)
Епископ Спиридон — архиерей Святой православной церкви Северной Америки, епископ Санкт-Петербургский (с 2021).
Ранее в сане пресвитера состоял в юрисдикции церкви ИПХ Греции (Ламийский синод).

## История
Принадлежал к одной из православных общин Санкт-Петербурга, состоявших в юрисдикции Ламийского синода церкви ИПХ Греции. Переехал в Грецию, чтобы стать монахом. Прожил там более пятнадцати лет, служа в кладбищенской часовне городе Килкисе близ города Серрес на севере Греции. В 2018 году был вынужден вернуться в Россию после перенесённого инсульта. Стал служить клириком в приходе, «в котором начал свой духовный путь».
В связи с актуализацией споров об имяславии, вместе с приходом оставил юрисдикцию Ламийского синода и в сентябре 2019 года присоединился к Святой православной церкви Северной Америки, при этом окормление приходов в России было поручено митрополиту Торонтскому Андрею (Хиррону). Как писал предстоятель «Святой православной церкви Северной Америки»: митрополит Григорий (Бабунашвили): «За эту стойкость в Православии, а также за любовь, которую он всегда показывал верующим в Санкт-Петербурге, его прихожане смиренно просили наш Синод посвятить отца Спиридона в их правящего епископа. Поэтому мы попросили отца Спиридона провести немного времени с нами в нашем монастыре в Бостоне. Он прибыл в феврале прошлого года и из-за карантина, вызванной продолжающейся эпидемией, был вынужден оставаться с нами намного дольше, чем ожидалось изначально».
11/24 июня 2020 года Синод HOCNA избрал его для рукоположения в сан епископа Санкт-Петербургского (первоначально хиротония была запланирована на 4 октября 2020 года). Однако, из-за пандемии COVID-19 хиротония была перенесена на 28 февраля 2021 года, а местом её проведения назван кафедральный собор святого Марка Эфесского в Бостоне.
28 февраля 2021 года в соборе святого Марка Эфесского в Бостоне был хиротонисан во епископа Санкт-Петербургского. Хиротонию совершили: митрополит Бостонский Григорий (Бабунашвили), митрополит Сиэтлийский Игнатий (Пономарчук) и митрополит Торонтский Андрей (Хиррон).